# Xenotenes
Xenotenes là một chi bướm đêm thuộc phân họ Tortricinae của họ Tortricidae.

## Các loài
- Xenotenes micrastra Diakonoff, 1954